# 82-й армейский корпус (вермахт)
82-й армейский корпус (нем. LXXXII. Armeekorps), сформирован 25 мая 1942 года.

## Боевой путь корпуса
С июня 1942 года — дислоцировался на севере Франции.
С июня 1944 — бои в Нормандии против высадившихся американо-британских войск.
В 1945 году — бои в Германии.

## Состав корпуса
В мае 1944:
- 47-я пехотная дивизия
- 49-я пехотная дивизия
- 18-я авиаполевая дивизия

В апреле 1945:
- 416-я пехотная дивизия
- 36-я народно-гренадерская дивизия

## Командующие корпусом
- С 1 июня 1943 — генерал пехоты Эрнст Денер
- С 10 июля 1943 — генерал артиллерии Йохан Зиннхубер
- С 1 сентября 1944 — генерал пехоты Вальтер Хёрнляйн
- С 30 января 1945 — генерал пехоты Вальтер Хам
- С 1 апреля 1945 — генерал-лейтенант Теодор Тольсдорф